# Presidentens kärnvapenväska

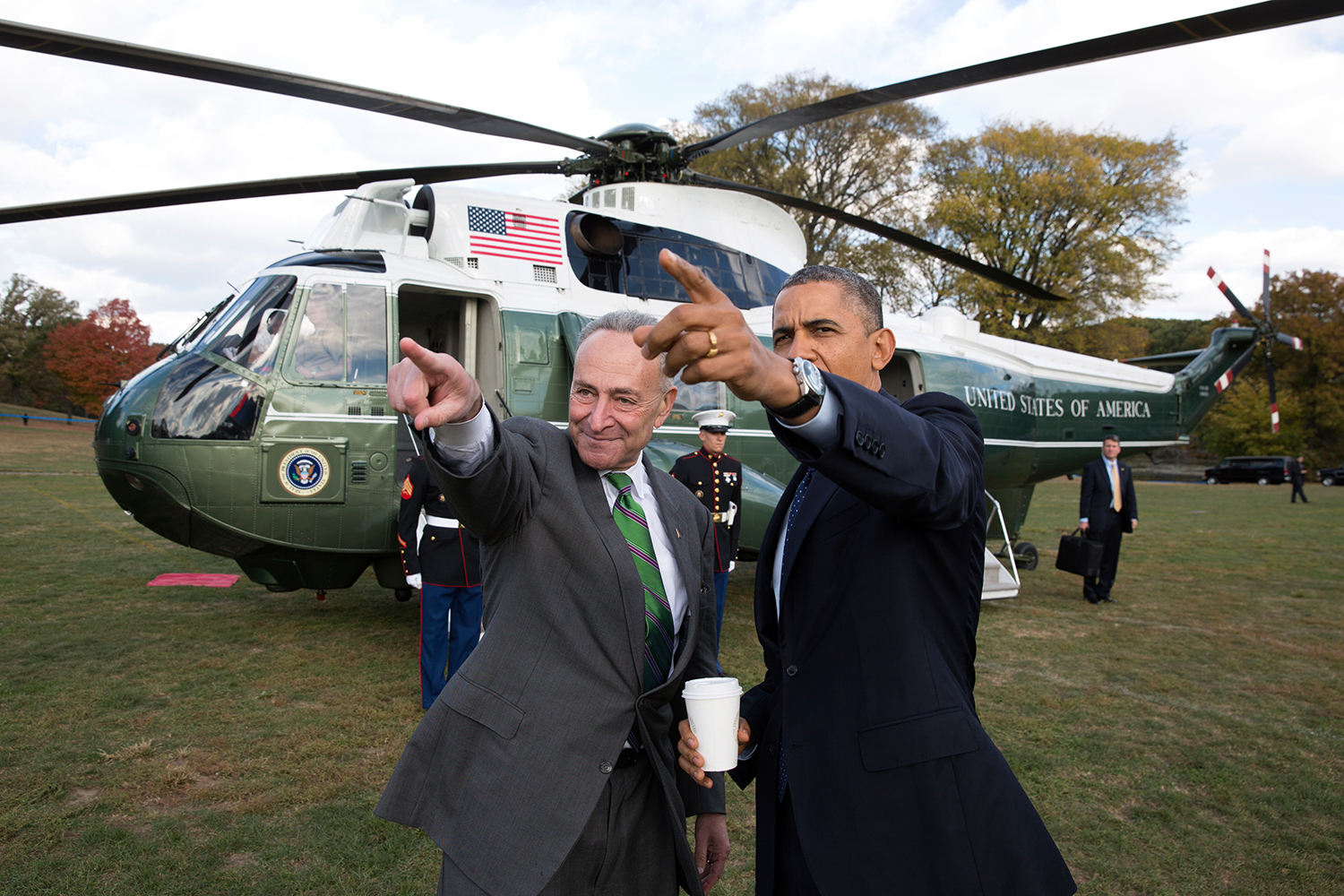
President Barack Obama och senatorn Charles Schumer 2013. En officer, som bär "nuclear football", står till höger i bilden vid helikoptern.

Presidentens kärnvapenväska, också kallad "Nuclear football", är en portfölj som innehåller kommunikationsutrustning och material som används av USA:s president för auktorisering av avfyrning av strategiska kärnvapen när presidenten inte befinner sig vid en permanent kommandocentral, till exempel vid Situation Room i Vita huset. 
Portföljen bärs av en tjänstgörande adjutant (engelska: military aide) med högsta säkerhetsklassning, som följer presidenten vid hans resor.

## Portföljen
Portföljen är en modifierad standardiserad aluminiumväska med ett läderhölje. Det vägde omkring 20 kg i 2005 års modell och innehåller radiokommunikationsutrustning för krypterad kontakt med National Military Command Center (NMCC) i USA:s försvarsdepartement i Pentagon.
Den medger positiv identifiering av presidenten gentemot den vakthavande skiftledaren (engelska: Deputy Director of Operations, DDO), en brigadgeneral eller flottiljamiral i det ständigt bemannade NMCC, genom ett plastkort med koder, vilket bärs av presidenten och identifierar den ende individ som har mandat att beordra avfyring av strategiska kärnvapen.
Den medger också auktorisering för aktivering av olika alternativ för avfyrning av strategiska kärnvapen med koder, vilka finns i portföljen. Alla alternativa planer som finns tillgängliga har i förväg godkänts av USA:s försvarsminister.
Det finns tre portföljer i användning. Två är avsedda för presidenten och vicepresidenten, och den tredje förvaras i Vita huset.

## Historik
Kärnvapenväskan har sina rötter i Dwight D. Eisenhowers presidentskap, men utformades i sin nuvarande skepnad efter Kubakrisen, då John F. Kennedy bekymrade sig över säkerhetsrutinerna för kärnvapenöverföring i USA och i Sovjetunionen. Dess existens omnämndes officiellt i USA för första gången 1965

## Överlämnande
Presidentens kärnvapenväska överlämnas normalt från president till president i bakgrunden mellan två officerare omedelbart efter det att en ny president svurits in den 20 januari året efter presidentvalet. Eftersom Donald Trump inte medverkade vid installationen av Joe Biden 2021, fick överlämnande av auktoriteten över kärnvapenkoderna arrangeras på annat sätt. En kärnvapenväska sändes med Trump till Florida, medan en annan gjordes i ordning och placerade i närhet av den blivande presidenten vid dennes installationsceremoni. Efter insvärandet annullerades omedelbart koderna i den förutvarande presidentens väska, medan med omedelbar samtidighet koderna i den nyinsvurne presidentens väska gjordes giltiga.